# Columba trocaz
Columba trocaz (tiếng Anh: Trocaz pigeon - bồ câu Trocaz) là một chim trong Họ Bồ câu (Columbidae) đặc hữu của đảo Madeira. Nó là một loài chim chủ yếu có màu xám với ngực hơi hồng, cổ có mảng màu bạc và sự thiếu mảng màu ở cánh trắng giúp phân biệt nó với những loài có quan hệ gần gũi và tổ tiên của nó, bồ câu gỗ thông thường. Tiếng kêu của nó là tiếng cúc cu sáu nốt, yếu hơn và âm vực thấp hơn của loài bồ câu gỗ. Mặc dù có bề ngoài cồng kềnh, đuôi dài, chim bồ câu này lại có cú cất cánh bay thẳng và nhanh.
Là một loài định cư sinh sản ở trong các rừng laurisilva, chim bồ câu Trocaz đẻ một quả trứng màu trắng trong một tổ làm bằng cành lá mỏng manh. Số lượng cá thể giảm mạnh sau khi con người tràn vào quần đảo Madeira, và nó biến mất hoàn toàn từ đảo Porto Santo. Nguyên nhân chính của sự suy giảm dân số của nó là mất môi trường sống từ phá rừng, săn bắn và loài chuột săn tổ chim được du nhập cũng là yếu tố đóng góp cho sự suy giảm số lượng chim. Bảo vệ rừng nguyệt quế và cấm săn bắn đã cho phép các con số tăng lên, do đó loài không còn nguy cơ tuyệt chủng. Nó dài khoảng 40–45 cm (15,7–17,7 in) với sải cánh 68–74 cm (26,8–29,1 in).